# Alon Segev Gallery
Alon Segev Gallery (ивр. גלריה אלון שגב‎, англ. Alon Segev Gallery) — галерея современного искусства, располагающаяся на улице HaManoa в израильском городе Тель-Авив, недалеко от парка «Groningen garden»; открылась в 2000 году и до 2019 года размещалась в здании на бульваре Ротшильда; представляет как израильских, так и зарубежных художников.